# 송미진
송미진(宋米秦, 1983년 3월 23일 ~ )은 타이완에서 활동하는 대한민국의 가수이며 드림걸스의 리더이다.